# 1-480 (серія будинків)

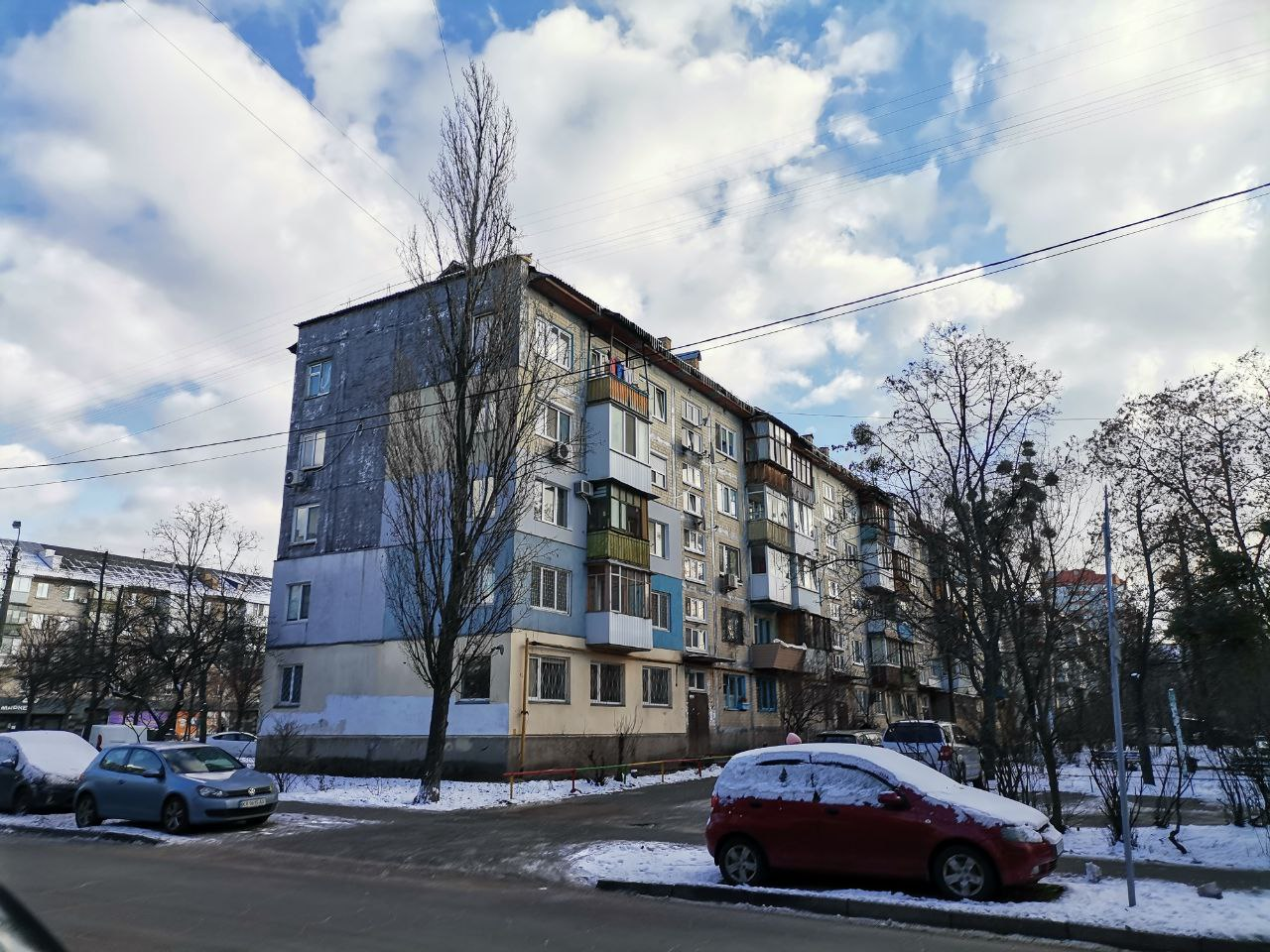
Київ, бульв. Івана Котляревського, 3

1-480 — серія панельних і великоблочних житлових будинків в Україні, розроблена в 1958 роках інститутом КиївЗНДІЕП.

## Історія

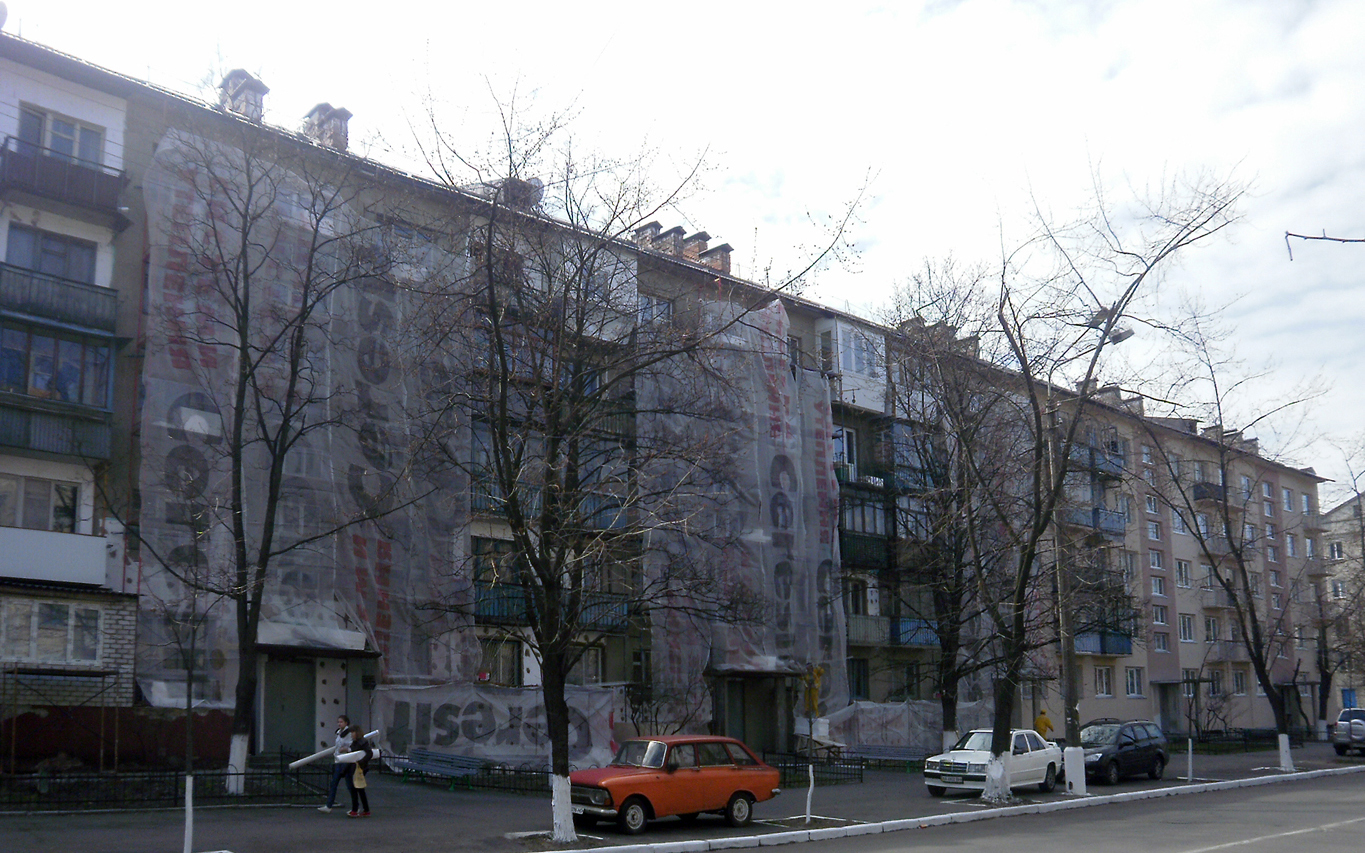
Київ, Дарниця, вул. Черчиля, 16 – пошкоджений у 2005 вибухом газу під час реконструкції

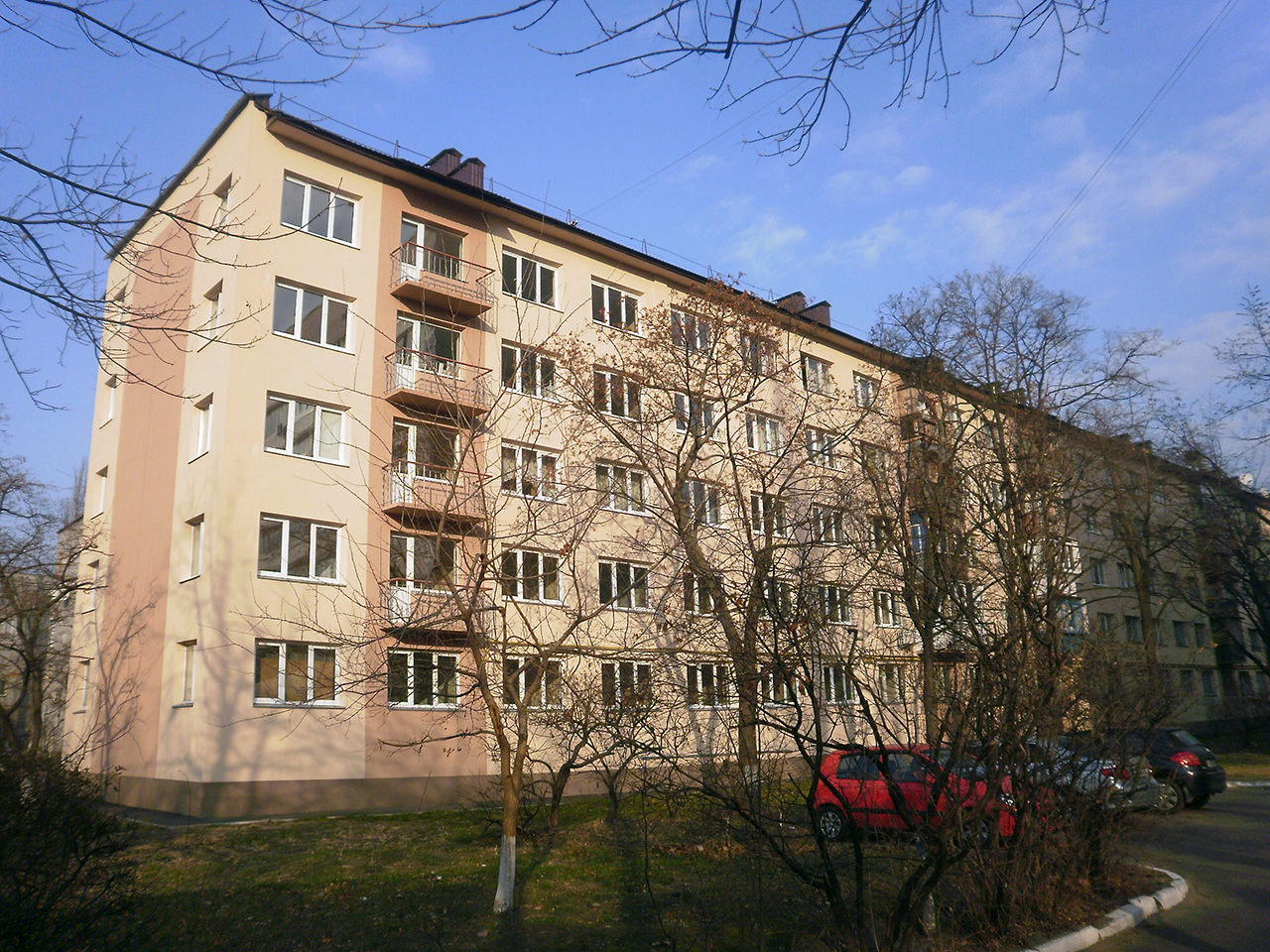
Київ, вул. Черчиля, 16 – реконструйований і заселений у 2011

На основі недоліків серій 1-437, 1-438, 1-463 і 1-464 (вузькі довгі кімнати, тамбури між кімнатами) в 1957—1959 рр. Академія будівництва і архітектури УРСР розробила експериментальні проєкти з прольотом у світлі 4,8 м: № 6 і 1-58.

### Проєкт 6

Проект 6-Б

Будинок складається з трьох 4-квартирних секцій: двох торцових по 1 однокімнатному і 3 двокімнатних помешкань і рядової секції з 1 однокімнатного, 1 двокімнатного і 2 трикімнатних помешкань. Кроки 3,2 і 2,6 м. Санвузли суміщені.

### Проєкт 1-58

Проект 1-58 Б

Проєкт 5-поверхового 60-квартирного будинку розроблений у 1958. Кроки 2,6 і 3,6 м. Особливістю проєкту є бльок убудованих шаф, що одночасно є перегородкою між кухнею і залою. Проєкт було схвалено Держбудом УРСР і в 1959 Діпромісто переробив їх у склад серії 1-480.

### Серія 1-480
Перша черга робочих креслень нової серії була розроблена в Діпроцивільпромбуді у 1959 році. Перші будинки серії споруджувалися із цегляних блоків. 
480-серія споруджувалась по перехресно-стіновій несній системі (у 438-серії застосовували систему з трьома поздовжніми несними стінами, у 464-серії — систему з «вузьким» кроком поперечних несних стін). Дання серія стала найпоширенішою з 2 причин: — 480 серія була дешевшою у виробництві, ніж 438-серія — 480 серія не мала конструктивних недоліків 464-серії (обмеження на планування, тонкі стіни).
В результаті більшість «хрущовок» у Києві відносяться саме до 480-серії будинків. Причому більшість із них були зібрані саме із залізобетонних панелей. Пізніше, після того, як було налагоджено масове виробництво залізобетонних панелей на заводах ДБК-1 та ДБК-2, Київ почали масово забудовувати 480-серією із залізобетонних панелей. Багато цих будинків було збудовано на Воскресенці, Нивках, Дарниці, Солом'янці, Північно-Броварському та Лісовому масивах.
Після 20 років експлуатації з'явилися проблеми із залізобетонною версією 480-серії: у деяких будинках почалася розгерметизація та деформація стиків. Ця проблема успішно вирішується за допомогою побудови контрфорсів у торцях таких будівель.
Незважаючи на недоліки, 480-серія була визнана найвдалішою із п'ятиповерхових серій будинків, що споруджуються. Саме на її базі розпочалося проєктування та будівництво нових п'ятиповерхових будинків серій 1-480А (проєкт 1964 р., автори архітектор П. В. Крат і інженер-конструктор Н. М. Местецький, КиївЗНДІЕП) і дев'ятиповерхових 1КГ-480.

## Опис

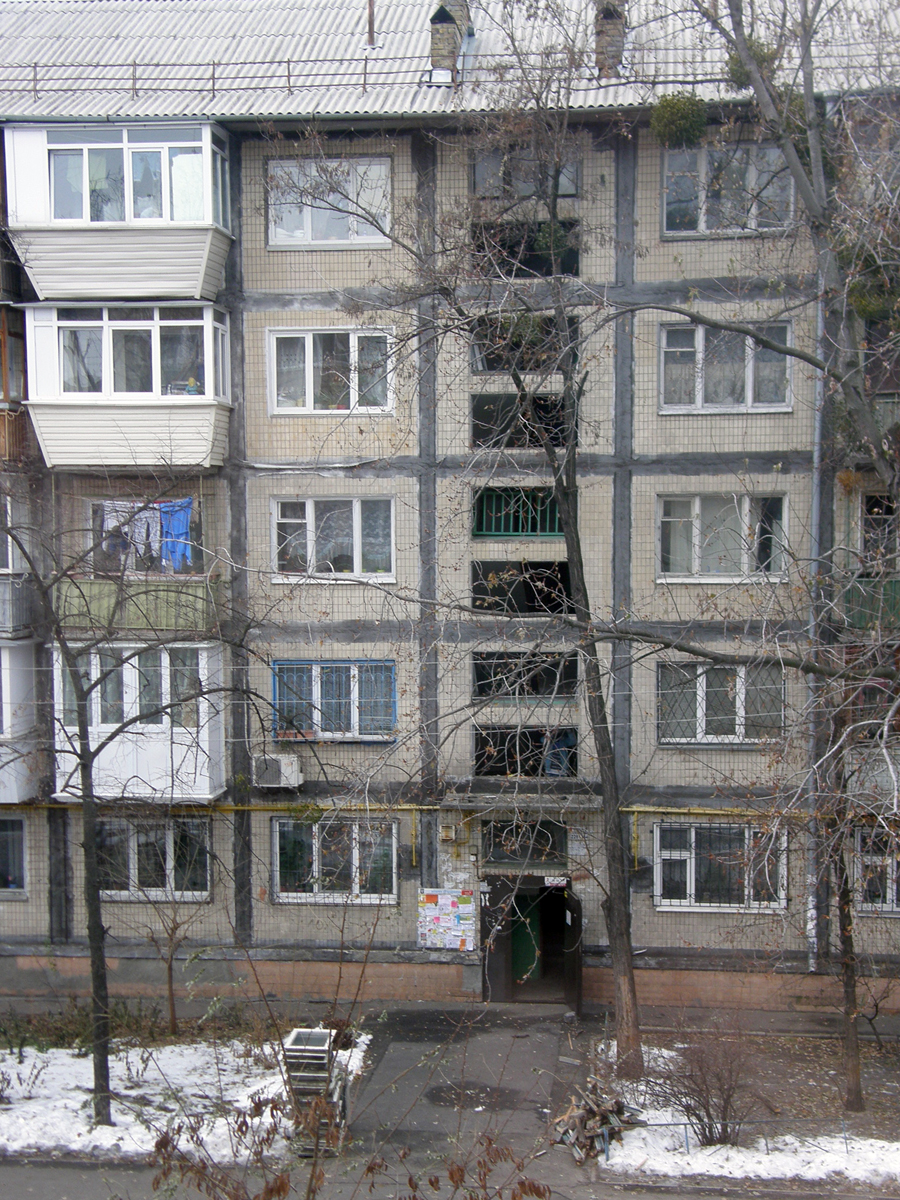
Київ, Дарниця, вул. Будівельників, 4а, 1962 р. – 1-480-15 під час заміни вікон сходів

Кроки великопанельного будинку 2,6, 3,2 і 3,6 м; поперечний крок 5 м в осях і 4,8 у світлі; висота поверху 2,7 м, висота від стелі до підлоги 252–253 см. Висота цоколю 1 м, висота до карнизу даху 14,4 м. У великобльочних будинків висота поверху 2,8 м, стеля останнього поверху повторює нахил покривлі. Технічний поверх відсутній, крівля пласка, у багатьох будинків пізніше добудовано горище з двосхилим дахом.
Товщина зовнішніх несних стін 35—40 см, внутрішньої поздовжньої 22 см.
Перекриття залізобетонні шатрові.
Площі помешкань: однокімнатних 15,3—17,3, двокімнатних 24,9—32,4, трикімнатних 29,8—45 м². Площа кімнат 8,1–15,65 м². Площа кухні 4,9—6,5 м².
Основні недоліки: погіршені планування, маленькі кухні, моральне та фізичне старіння будівель серії, розтріскування зовнішніх цегли несних стін, проблеми зі стиками між панелями в торцях будівель (якщо стіни — залізобетонні панелі, тонкі шатрові перекриття, застаріла електрика).

### 1-480А
Покращення, порівняно з серією 1-480:
- введені 4-кімнатні помешкання;
- збільшено різноманіття секцій і варіянтів набору секцій у будинок;
- всі секції триквартирні, за рахунок цього збільшилась свобода орієнтації будинків;
- додані варіянти з прямокутними виступами;
- збільшені загальні кімнати;
- розділені санвузли, суміщені тільки в однокімнатних помешканнях;
- міжкімнатні гіпсобетонні перегородки потовщені з 6 до 8 см;
- коридор поширений зі 120 до 135 см;
- винос бальконів збільшений з 90 до 100 см.

Всі кроки 2,6 і 3,2 м.

рядова секція 1-2-3
рядова секція 1-3-4
рядова секція 2-2-2
торцова секція 1-2-3
торцова секція 3-3-4

## Варіанти

### 2 поверхи
Єдиний нетиповий будинок з виробів серії – Бориспіль, Київський шлях, 119.

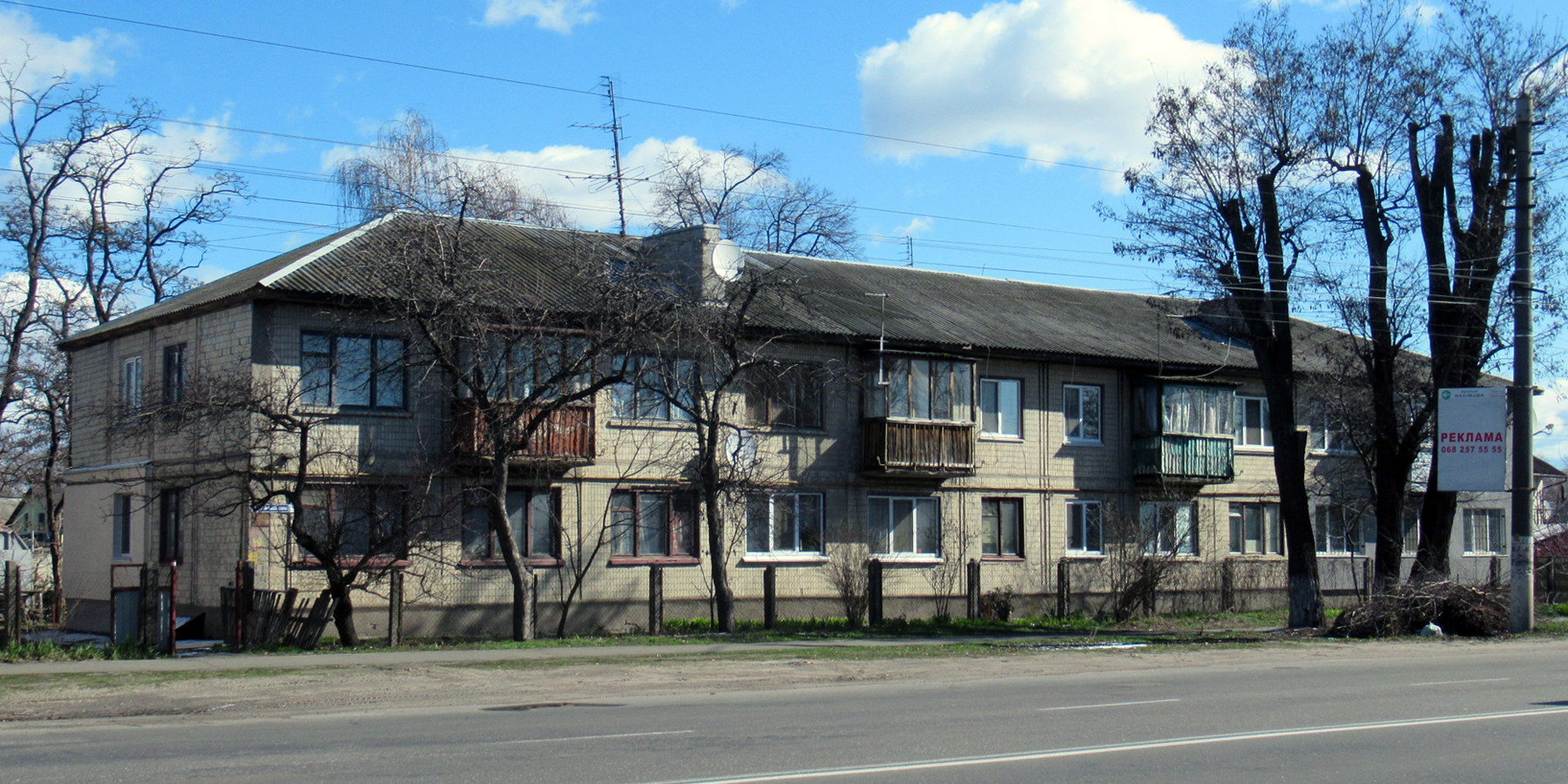
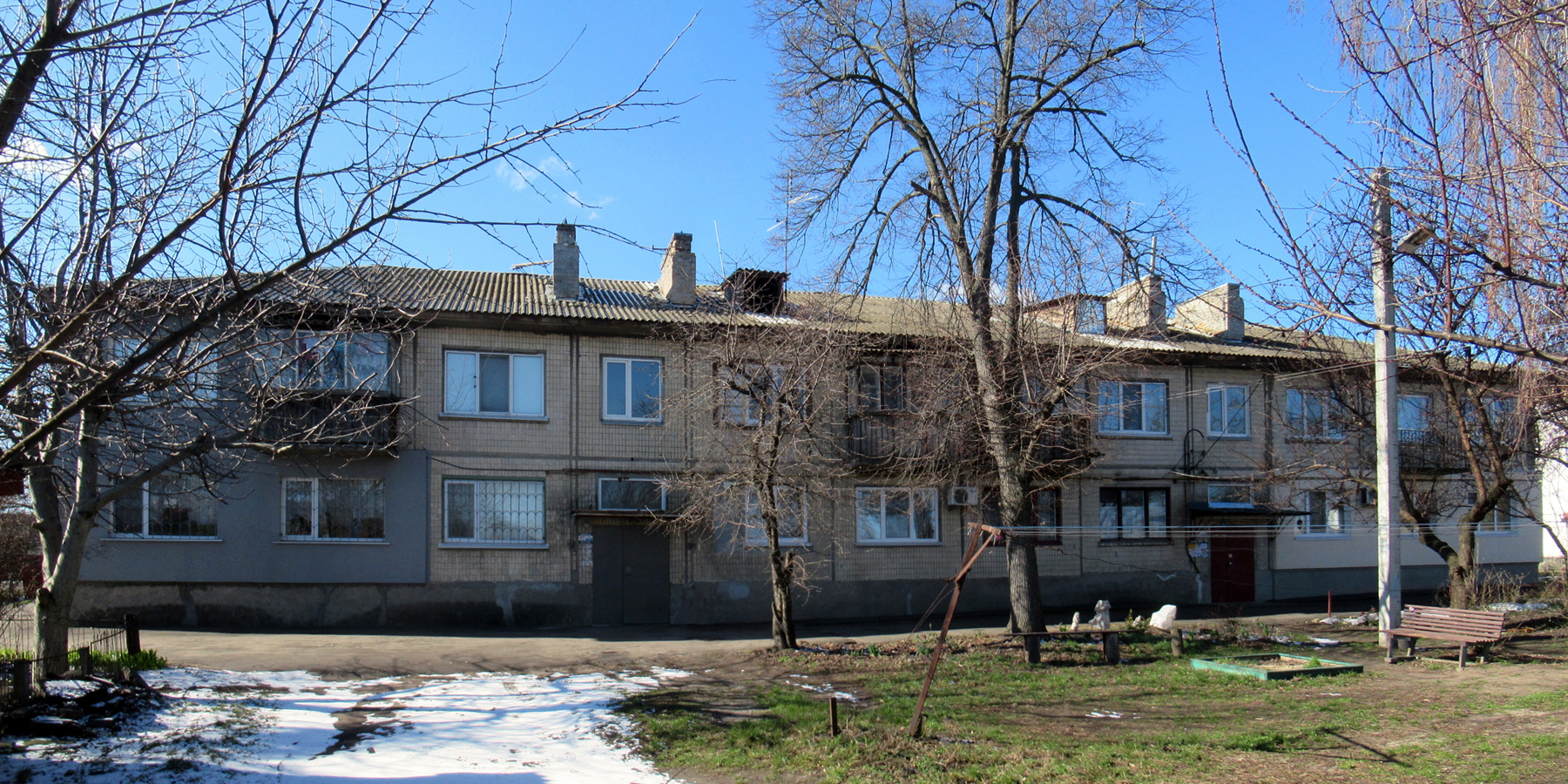

### 4 поверхи
| проєкт     | матеріял стін  | під'їздів | довжина, м | кількість помешкань | кількість помешкань | кількість помешкань | кількість помешкань | житлова площа, м² | примітка                  | плянування  |
| проєкт     | матеріял стін  | під'їздів | довжина, м | загальна            | однокімнатних       | двокімнатних        | трьокімнатних       | житлова площа, м² | примітка                  | плянування  |
| ---------- | -------------- | --------- | ---------- | ------------------- | ------------------- | ------------------- | ------------------- | ----------------- | ------------------------- | ----------- |
| 1-480-1Г   | бетонні панелі | 4         | 52,9       | 40                  |                     | 24                  | 16                  | 1164,9            | окремі стіни між секціями | [ 4 ] [ 5 ] |
| 1-480-33А  | бетонні панелі | 4         |            | 48                  | 8                   | 32                  | 8                   |                   | кроки 2,6 і 3,2 м         |             |
| 1-480-33   | бетонні панелі | 4         | 60,6       | 48                  | 8                   | 32                  | 8                   | 1455,2            | кроки 2,6 і 3,6 м         | [ 6 ]       |
| 1-480-33КБ | цегляні бльоки | 4         | 60,8       | 48                  | 8                   | 32                  | 8                   | 1455              |                           | [ 7 ]       |

### 5 поверхів
| проєкт                 | матеріял стін    | під'їздів | довжина, м            | кількість помешкань | кількість помешкань | кількість помешкань | кількість помешкань | кількість помешкань | житлова площа, м²                   | примітка                                           | плянування           |
| проєкт                 | матеріял стін    | під'їздів | довжина, м            | загальна            | 1-кімнатних         | 2-кімнатних         | 3-кімнатних         | 4-кімнатних         | житлова площа, м²                   | примітка                                           | плянування           |
| ---------------------- | ---------------- | --------- | --------------------- | ------------------- | ------------------- | ------------------- | ------------------- | ------------------- | ----------------------------------- | -------------------------------------------------- | -------------------- |
| 1-480А-31              | бетонні панелі   | 2         | 35,4                  | 30                  | 10                  |                     | 10                  | 10                  | 1013                                | кроки 2,6 і 3,2 м                                  |                      |
| 1-480-1                | бетонні панелі   | 4         | 74,3                  | 80                  | 20                  | 20                  | 40                  |                     | 2130,5                              |                                                    | [ 10 ] [ 11 ]        |
| 1-480-3                | бетонні панелі   | 4         |                       | 60                  | 15                  | 15                  | 30                  |                     |                                     |                                                    |                      |
| 1-480-11               | цегляні бльоки   | 4         | 60,2                  | 60                  | 10                  | 40                  | 10                  |                     | 1661                                |                                                    | [ 13 ] [ 14 ] [ 15 ] |
| 1-480-14м              | бетонні панелі   | 4         | 78,1 (78,6 1й поверх) | 64                  |                     | 48                  | 16                  |                     |                                     | 1й поверх висотою 3,5 м (3,33 в чистоті) – магазин | [ 17 ]               |
| 1-480-15               | бетонні панелі   | 4         | 70,9                  | 70                  | 15                  | 50                  | 5                   |                     | 2097,9                              | всі кроки 3,2 м                                    | [ 18 ] [ 19 ] [ 20 ] |
| 1-480-15к              | цегляні панелі   | 4         | 70,9                  | 70                  | 15                  | 50                  | 5                   | 2018                | [ 22 ]                              | всі кроки 3,2 м                                    |                      |
| 1-480-15кму            | цегляні панелі   | 4         | 71,2                  | 56                  | 12                  | 40                  | 4                   |                     |                                     | всі кроки 3,2 м. магазин на 1му поверсі            | [ 24 ]               |
| 1-480-19б              | керамічні бльоки | 4         |                       | 70                  | 15                  | 50                  | 5                   |                     |                                     |                                                    | [ 25 ] [ 26 ]        |
| 1-480-19кб             | цегляні бльоки   | 4         |                       | 70                  | 15                  | 50                  | 5                   |                     |                                     |                                                    |                      |
| 1-480-19бму            | керамічні бльоки | 4         | 71,2                  | 56                  | 12                  | 40                  | 4                   |                     |                                     | магазин на 1му поверсі                             | [ 27 ]               |
| 1-480-21               | бетонні панелі   | 4         | 53,6                  | 60                  | 22                  | 20                  | 20                  |                     | 1559                                |                                                    | [ 28 ] [ 15 ]        |
| 1-480А-32              | бетонні панелі   | 4         | 66,2                  | 60                  | 10                  | 30                  | 10                  | 10                  | 1828                                | кроки 2,6 і 3,2 м                                  |                      |
| 1-480А-32П, 1-480А-32В | бетонні панелі   | 4         | 67,7                  | 60                  | 10                  | 30                  | 10                  | 10                  | 1879                                | кроки 2,6 і 3,2 м. шви між секціями                |                      |
| 1-480-34               | бетонні панелі   | 4         |                       | 60                  |                     |                     |                     |                     |                                     | кроки 2,6 і 3,2 м                                  | [ 29 ]               |
| 1-480-34В              | бетонні панелі   | 4         | 64,9                  | 58                  | 12                  | 32                  | 14                  |                     |                                     | кроки 2,6 і 3,2 м. шви між секціями                | [ 30 ]               |
| 1-480А-37              | бетонні панелі   | 4         | 66,2                  | 60                  | 10                  | 30                  | 10                  | 10                  | 2405                                | кроки 2,6 і 3,2 м. прямокутні виступи              |                      |
| 1-480-15вк             | бетонні панелі   | 6         | 96,5                  | 90                  | 10                  | 70                  | 10                  |                     | 2773,6                              | всі кроки 3,2 м                                    | [ 19 ]               |
| 1-480А-33              | бетонні панелі   | 6         | 90,7                  | 90                  | 20                  | 50                  | 20                  |                     | 2411                                | кроки 2,6 і 3,2 м                                  |                      |
| 1-480А-33П, 1-480А-33В | бетонні панелі   | 6         | 93                    | 90                  | 20                  | 50                  | 20                  | 3782                | кроки 2,6 і 3,2 м. шви між секціями |                                                    |                      |
| 1-480А-34              | бетонні панелі   | 6         |                       | 90                  |                     | 60                  | 20                  | 10                  | 2683                                | кроки 2,6 і 3,2 м                                  |                      |
| 1-480А-34П, 1-480А-34В | бетонні панелі   | 6         | 100,6                 | 90                  | 2775                | 60                  | 20                  | 10                  | кроки 2,6 і 3,2 м. шви між секціями |                                                    |                      |
| 1-480А-38              | бетонні панелі   | 6         | 90,6                  | 90                  | 20                  | 50                  | 20                  |                     | 3928                                | кроки 2,6 і 3,2 м. прямокутні виступи              |                      |
| 1-480-2ГЛ              | бетонні панелі   | 8         | 83,3                  | 80                  | 10                  | 60                  | 10                  |                     |                                     | шви між секціями                                   | [ 32 ]               |
| 1-480А-35              | бетонні панелі   | 8         | 121,4                 | 120                 | 20                  | 80                  | 20                  |                     | 3227                                | кроки 2,6 і 3,2 м                                  |                      |
| 1-480А-35П             | бетонні панелі   | 8         | 124,7                 | 120                 | 20                  | 80                  | 20                  | 3331                | кроки 2,6 і 3,2 м. шви між секціями |                                                    |                      |
| 1-480А-36              | бетонні панелі   | 8         | 131,8                 | 120                 | 20                  | 50                  | 40                  | 10                  | 3686                                | кроки 2,6 і 3,2 м                                  |                      |
| 1-480А-36П             | бетонні панелі   | 8         |                       | 120                 | 20                  | 50                  | 40                  | 10                  | 3774                                | кроки 2,6 і 3,2 м. шви між секціями                |                      |
| 1-480А-40              | бетонні панелі   | 8         | 121,4                 | 120                 | 20                  | 80                  | 20                  |                     | 3468                                | кроки 2,6 і 3,2 м. прямокутні виступи              |                      |

#### Галерея

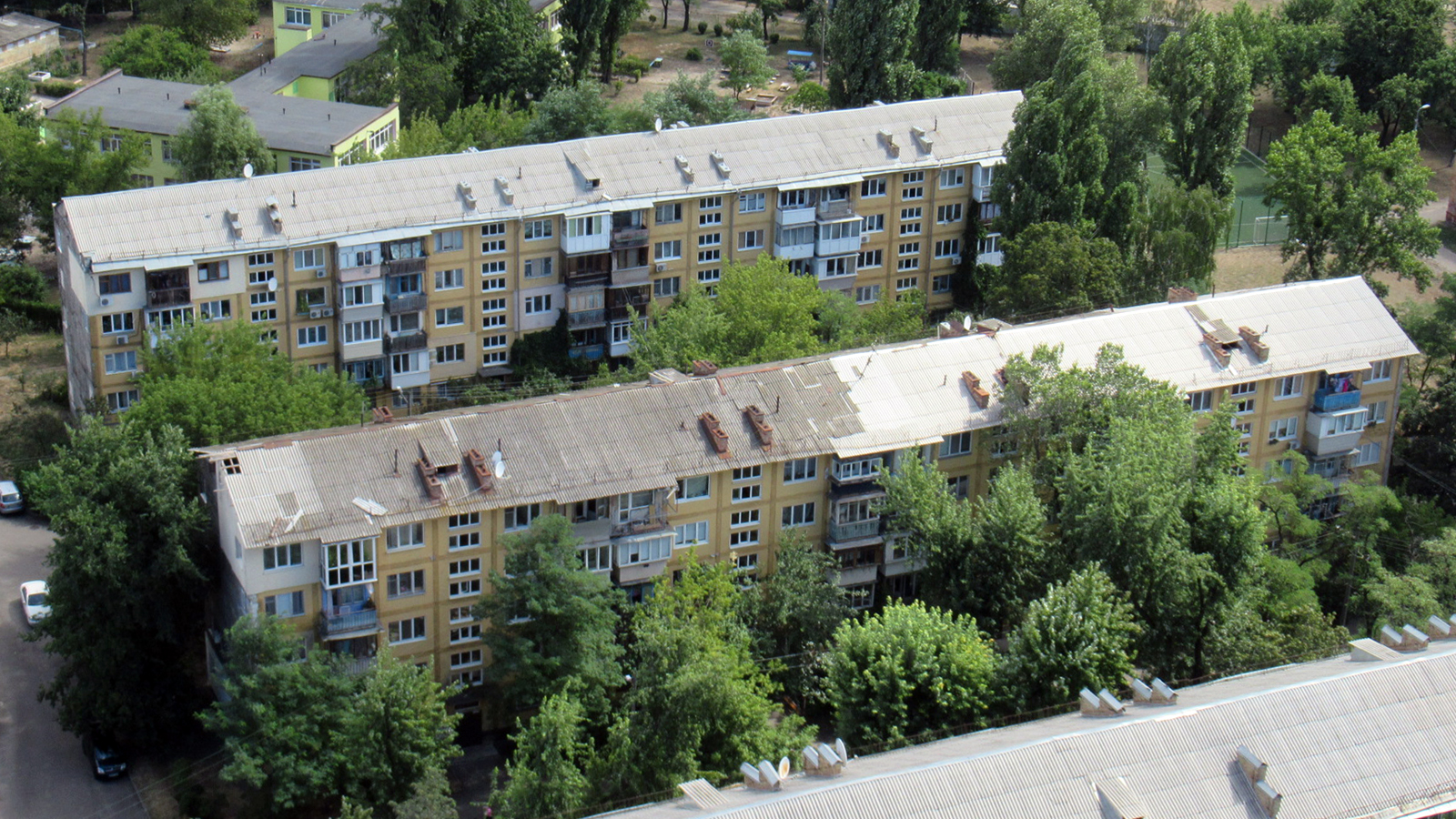
Київ, Дарниця, бул. Верховної Ради, 18б і 18а – 1-480-15к, 1962 р.
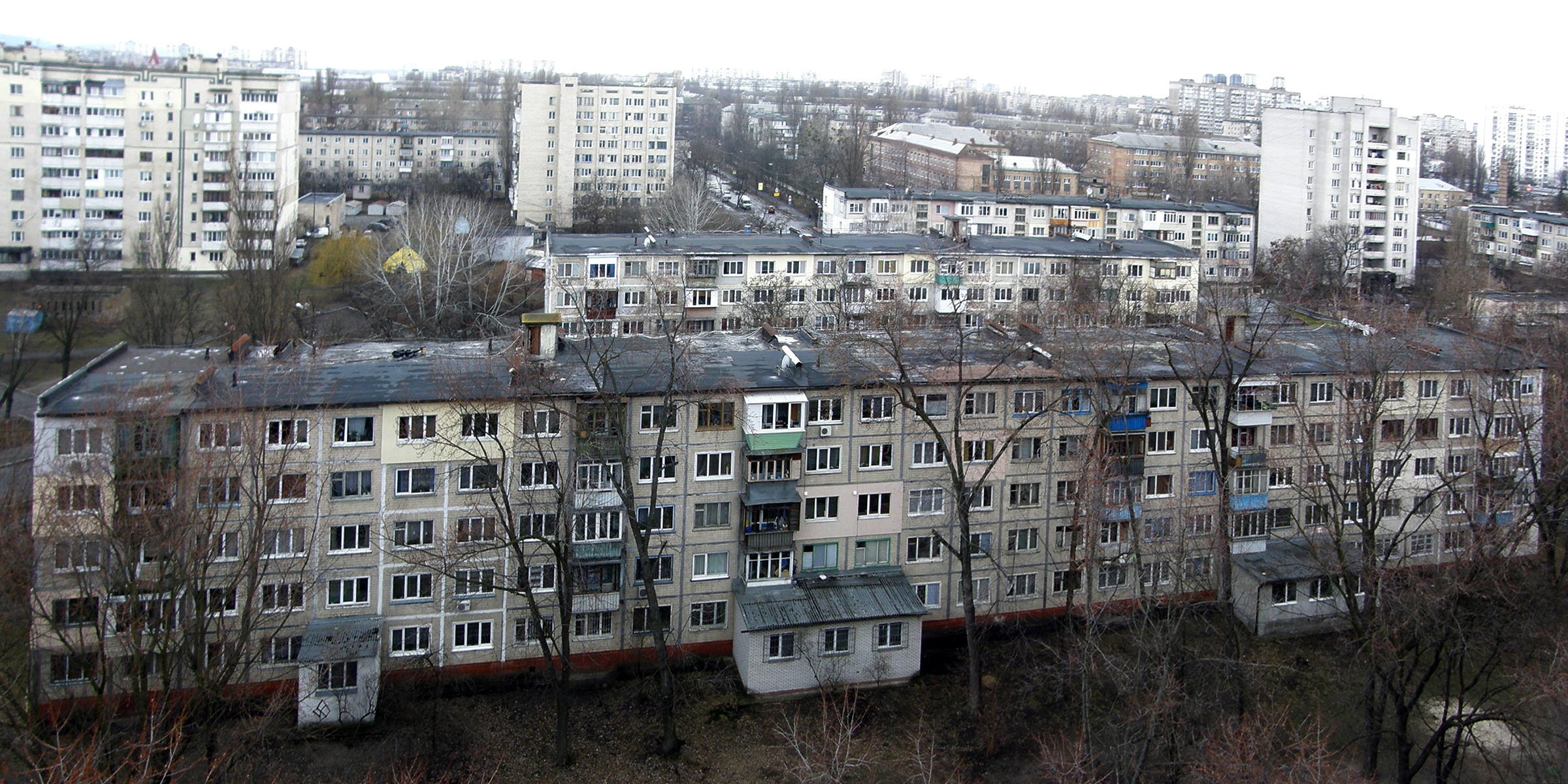
Київ, Воскресенка, вул. Бекешкіної, 8 – 1-480-15вк, 1964 р.
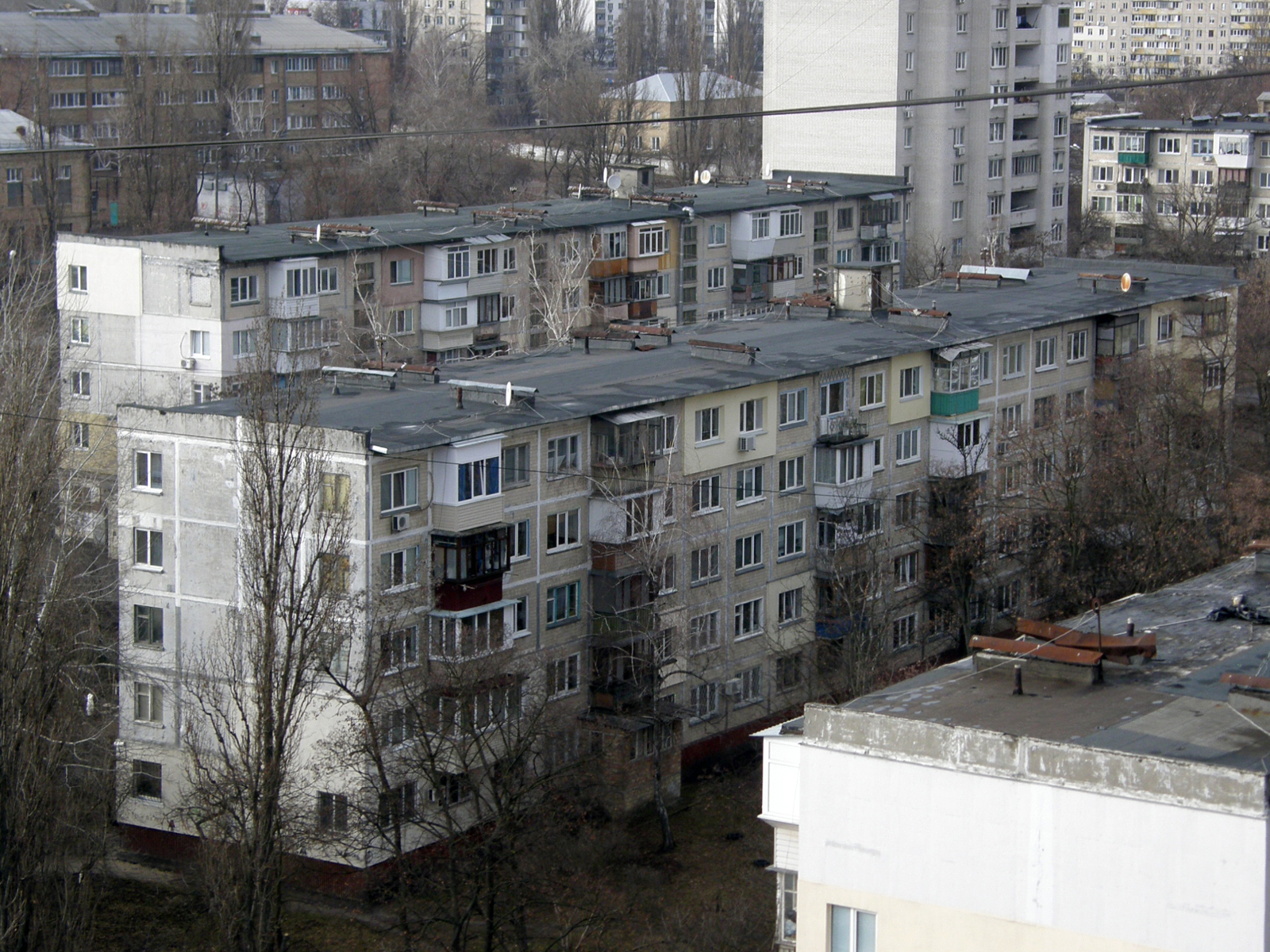
Київ, Воскресенка, вул. Бекешкіної, 10 і 12 – 1-480-15к, 1964 р.
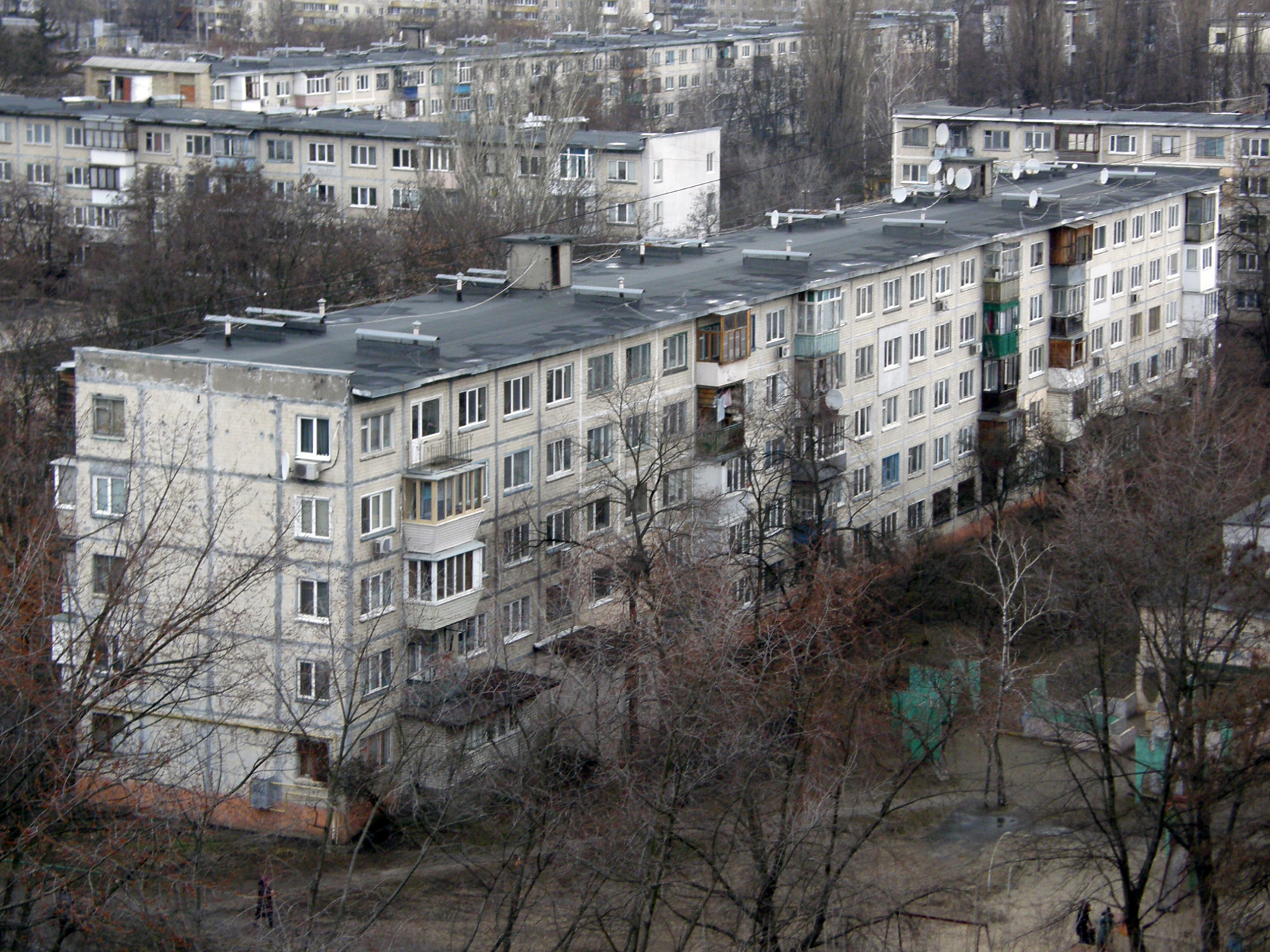
Київ, Воскресенка, вул. Бекешкіної, 8а – 1-480-15вк, 1964 р.
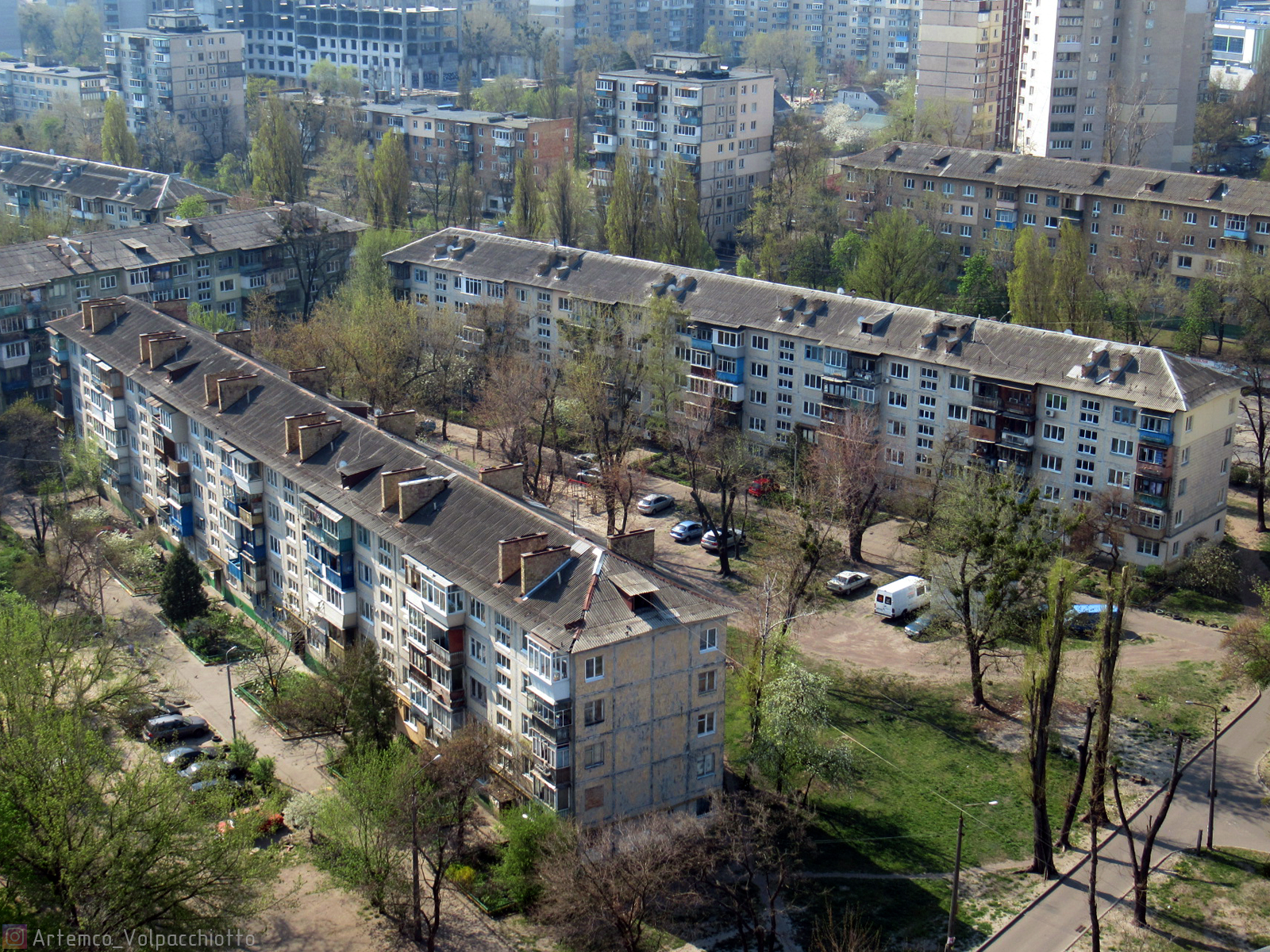
Стара Дарниця, вул. Празька, 21/1 і 21 – 1-480-15вк, 1966
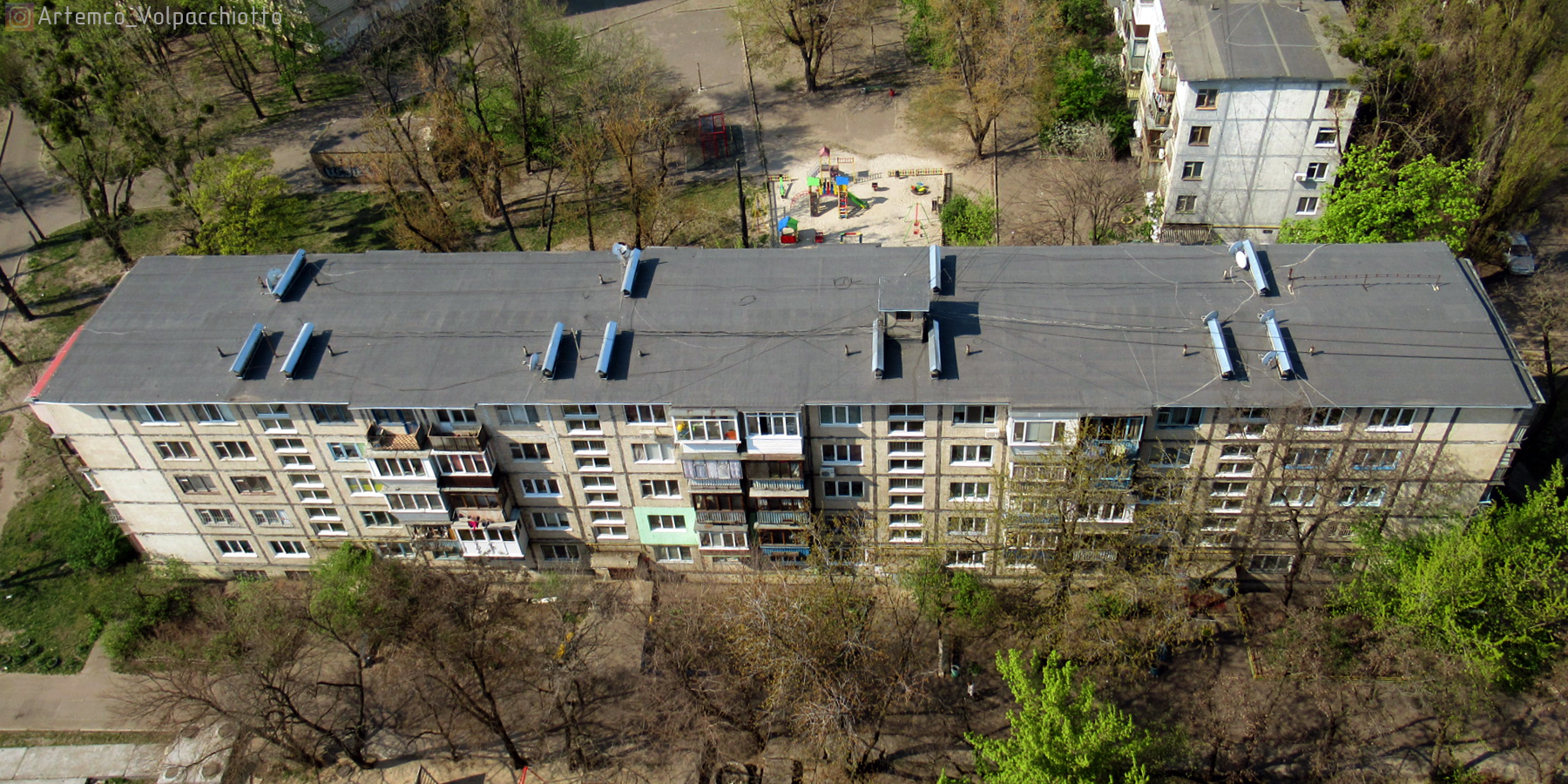
Стара Дарниця, вул. Азербайджанська, 4 – 1-480-15 з торцовими бальконами, 1967

### 9 поверхів[33]

#### 1-480А-ВК9
Поширений у Києві. Пізнавана риса проєкту — еркер з ліфтом.

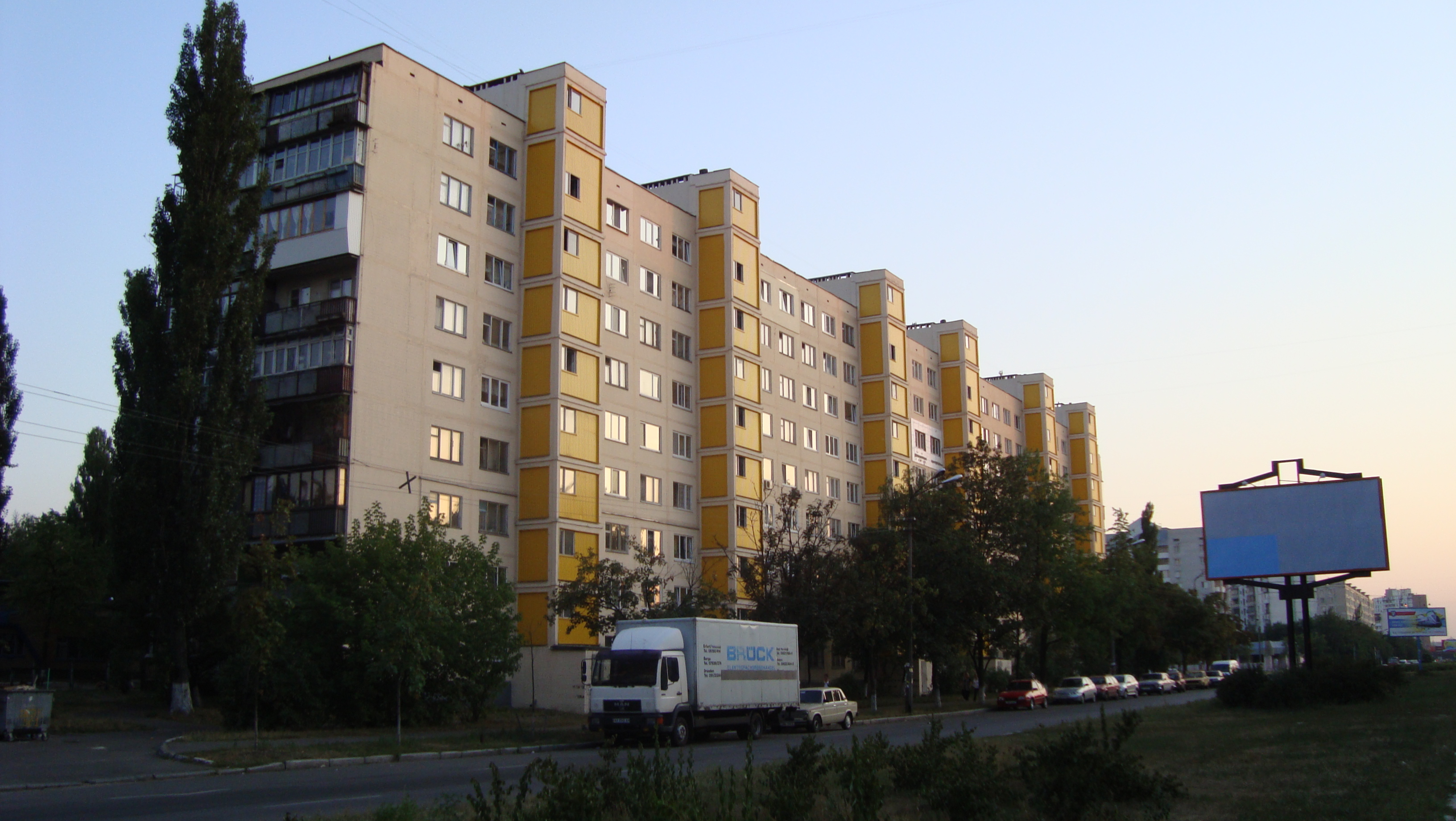
Лісовий, вул. Шолом-Алейхема, 12, 1970 р.
Лісовий, вул. Шолом-Алейхема, 12, 1970 р.
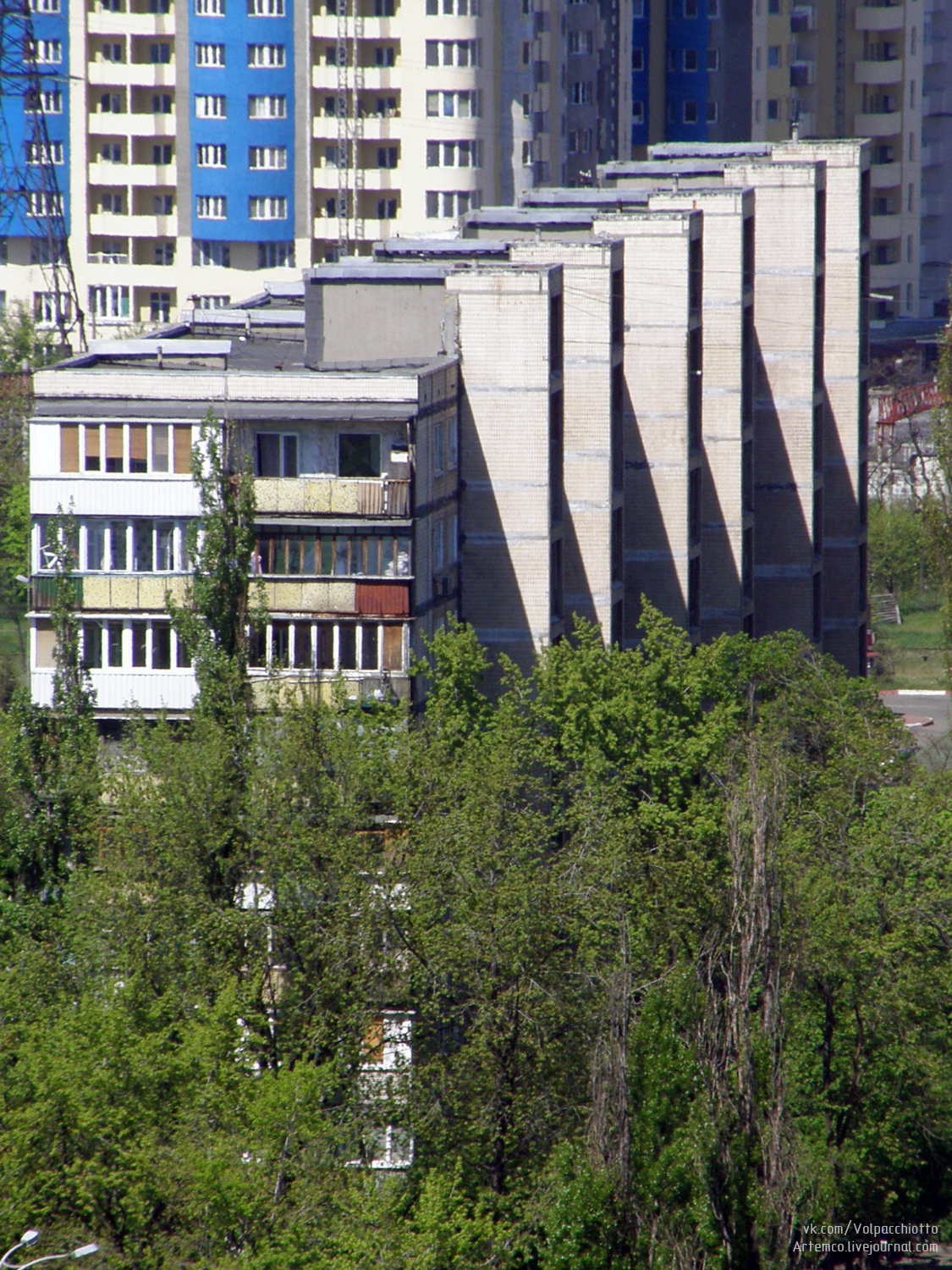
Нова Дарниця, Харківське шосе, 21, 1967 р.  1-480А-066 Секція спеціально для Запорізької області. Розпізнається по двум лоджіям у торці.| [[\|center\|border\|180x180px\|alt={{{alt}}}\|{{{2}}}]] |
| {{{2}}}                                                 | Бабурка, Юбілейний проспект, 33